# (22354) Sposetti
(22354) Sposetti est un astéroïde de la ceinture principale.

## Description
(22354) Sposetti est un astéroïde de la ceinture principale. Il fut découvert le 31 octobre 1992 à Tautenburg par Freimut Börngen. Il présente une orbite caractérisée par un demi-grand axe de 2,33 UA, une excentricité de 0,07 et une inclinaison de 7,6° par rapport à l'écliptique.

## Compléments